# Lycaena aricia
Lycaena aricia is een vlinder uit de familie Lycaenidae. De wetenschappelijke naam werd gepubliceerd in 1902 door Grigorii Efimovitsch Grumm-Grshimailo.